# ISCコスモトラス
ISCコスモトラス(ロシア語: ЗАО Международная космическая компания “Космотрас”)はロシア、ウクライナ、カザフスタンによって1997年に設立された共同計画企業。
START条約によって退役したソ連時代のICBM、R-36を打ち上げ用ロケットに転換した商用のドニエプルロケットを開発し、運用している。ISCコスモトラスはドニエプルロケットの打ち上げをバイコヌール宇宙基地と新規に打ち上げを可能としたドンバロフスキー空軍基地跡のヤースヌイ宇宙基地の2箇所で打ち上げが行われている。

## 概要
1999年8月から本社はロシアのモスクワに所在しており、ウクライナのキエフに支社が存在する。
コスモトラスのメンバーと役割は以下の通りである。
- ロシア (株式の50%を保有)
  - ロシア連邦宇宙局 - 国の支援と監督、バイコヌール宇宙基地での設備とサービスの提供
  - ロシア国防省 – 打ち上げ機転換用と保存用のR-36資産の配分、ドニエプルの標準打ち上げ運用
  - JSC ASKOND (モスクワ) – ドニエプル計画運営の主要業者
  - JSC Rosobschemash Corporation (モスクワ) - R-36の離脱プログラムの調整
  - FSUE Design Bureau of Special Machine Building (サンクトペテルブルク) - 維持と打ち上げ施設、処理施設の主要業者
  - FSUE スニマッシュ（英語版） (モスクワ) - 計画の科学技術的支援
  - FSUE Scientific and Production Association “IMPULSE” (サンクトペテルブルク) - 打ち上げ管制装置と支援機材の開発と改良
  - 国営企業 Moscow Electrical and Mechanical Equipment Plant (モスクワ) - ロケット機管制システム計装の近代化
- ウクライナ (株式の50%を保有)
  - ウクライナ国立宇宙機関  - 国の支援と監督
  - ユージュノエ設計局 - ドニエプルロケットの主要設計開発組織
  - ユージュマシュ - 主要製造業者
  - JSC KHARTRON（英語版）-ARKOS (ハリコフ) - ロケット管制システム主要企業
- カザフスタン
  - カザフスタン宇宙局 - 国の支援と監督
  - 国営企業 “INFRAKOS” (バイコヌール) - バイコヌール宇宙基地でドニエプル計画に参加
    - “INFRAKOS”の子会社“INFRAKOS-EKOS” (アルマタイ) – 計画の環境上の支援

2006年にはISCコスモトラスはISO認証機関のビューロー・ベリタス・クオリティー・インターナショナルによってISO9000とISO14000に認定され、ISO9001:2000(品質管理システム)とISO14001:2004(環境管理システム)の認定を受けている。

## 註
1. ↑  なお、バイコヌール打ち上げ基地の鉄道を提供するコスモトラス（ロシア語版）という企業も存在する。
2. ↑  
“On Dnepr LV Next Launch”.   ISC Kosmotras. 2013年8月26日閲覧。
3. ↑  “DNEPR User's guide”.  MIT (2001年11月). 2013年8月26日閲覧。
4. ↑  “ISC Kosmotras Awarded ISO Certificates”.   ISC Kosmotras. 2013年8月26日閲覧。